# Beke László (művészettörténész)
Beke László (Szombathely, 1944. május 23. – 2022. január 31.) Széchenyi-díjas magyar művészettörténész, egyetemi tanár.

## Életpályája
Beke László és Hanyi Piroska gyermekeként született.
1963–1968 között az Eötvös Loránd Tudományegyetem Bölcsészettudományi Karának művészettörténet-magyar szakos hallgatója volt.
1968–1969 között a Művészettörténeti Dokumentációs Központ munkatársa, 1969–1988 között a Magyar Tudományos Akadémia Művészettörténeti Kutató Csoport tudományos munkatársa volt. 1987–1988 között a lyoni Université Lumière-Lyon-II vendégprofesszora, 1988–1995 között a Magyar Nemzeti Galéria főosztályvezetője. 1989–1996 között az Iparművészeti Főiskola tudományos munkatársaként dolgozott.
1990 óta a Képzőművészeti Főiskola címzetes egyetemi tanára; 1990–1994 között tanszékvezető. 1995-től öt éven át a Műcsarnok főigazgatója.
1999 óta az Európai Tudományos és Művészeti Akadémia tagja. 2000 óta a Magyar Tudományos Akadémia Művészettörténeti Kutatóintézetének igazgatója, valamint a bukaresti Képzőművészeti Egyetem díszdoktora. A Magyar Tudományos Akadémia Művészettörténeti Bizottságának tagja.
Kutatási területe a 19–20. századi művészet, médiatörténet- és elmélet.

## Magánélete
1968-ban házasságot kötött Varga Zsuzsannával. Három gyermekük született; Beke Zsófia (1970), Beke Dorottya (1971) és Beke Márton (1975).

## Főbb művei
- Beke László–Varga Zsuzsa: Kozma Lajos; Akadémiai, Bp., 1968 (Architektura)
- Schaár Erzsébet; bev. Pierre Emmanuel, ford. Miklós Pál; Corvina, Bp., 1973
- Műleírás és műértelmezés. A TIT Budapesti Szervezetének Művészeti Szakosztálya és az MTA Művészettörténeti Kutató Csoportja által rendezett ankét előadásai. Kossuth Klub, 1975. március 17.; szerk. Beke László; TIT, Bp., 1976
- Bibó-emlékkönyv (1980)
- Moholy-Nagy László munkássága; életrajz Beke László; Corvina, Bp., 1980 (Fotóművészeti kiskönyvtár)
- Jovánovics. Beke László írása Jovánovics Györgyről; Képzőművészeti Alap, Bp., 1980
- Sodronyzománcos ötvösművek; MTA Művészettörténeti Kutató Csoport, Bp., 1980
- Cápa; összeáll. Beke László, Sturcz János, Szőke Annamária; ELTE BTK, Bp., 1983
- Für ein "musée imaginaire" des Spiegels (1982)
- Fotóelméleti szöveggyűjtemény, 1-2.; összeáll. Bán András, Beke László; Magyar Fotóművészek Szövetsége, Bp., 1983
- Jó világ. A Bölcsész index antológiája. Cápa 2.; szerk. Beke László, Szőke Annamária; ELTE BTK, Bp., 1984
- Tartóshullám. A Bölcsész index antológiája. Jóvilág 2. Cápa 3.; szerk. Beke László, Csanádi Dániel, Szőke Annamária; ELTE BTK, Bp., 1985
- Műalkotások elemzése; Tankönyvkiadó, Bp., 1986
- Caspar David Friedrich; Corvina, Bp., 1986 (Pantheon)
- Hasbeszélő a gondolában. A Tartóshullám antológiája. Jóvilág 3. Cápa 4.; szerk. Beke László, Csanády Dániel, Szőke Annamária; ELTE BTK, Bp., 1987
- Művészet Zsigmond király korában, 1387–1437. Budapesti Történeti Múzeum, 1987. május 29–november, 1-2.; szerk. Beke László, Marosi Ernő, Wehli Tünde; MTA Művészettörténeti Kutató Csoport, Bp., 1987
  - 1. Tanulmányok
  - 2. Katalógus
- Budapest Art Expo 1991. March 15-20, 1991; katalógusszerk. Beke László, Gergely Mariann, Papp Júlia; Budapest Art Expo Foundation, Bp., 1991
- Székely Bertalan mozgástanulmányai;  szerk. Szőke Annamária, Beke László; Magyar Képzőművészeti Főiskola–Balassi, Bp., 1992 (Tartóshullám)
- Művészet/elmélet. Tanulmányok, 1970–1991; Balassi, Bp., 1994 (Tartóshullám)
- Dieter Ronte–Beke László: Dóra Maurer. Arbeiten. Munkák. Works, 1970–1993; Present Time Foundation/Jelenidő Alapítvány, Bp., 1994
- Csutak Magda; szöveg Beke László, Lia Lindner, Szőke Anna; Nalors, Vác, 1995
- Budapest, 1869–1914. Modernité hongroise et peinture européenne. Musée des beaux-arts de Dijon 2 juillet–8 octobre 1995; szerk. Emmanuel Starcky, Beke László; Biro, Paris, 1995
- Fluxus. Definíciók és idézetek. Szöveggyűjtemény a Fluxus Németországban 1962–1994 című kiállításhoz; szerk. Beke László; Műcsarnok, Bp., 1996
- Hegedűs 2 László. Székesfehérvár, Csók István Képtár, 1996. március 9–április 14.; tan. Beke László, Esterházy Péter, kiállításrend. Hegedűs 2 László, Sasvári Edit; Szt. István Királyi Múzeum, Székesfehérvár, 1996
- Médium/elmélet. Tanulmányok, 1972–1992; Balassi–BAE Tartóshullám–Intermedia, Bp., 1997 (Tartóshullám)
- Dadaizmus antológia; szerk., jegyz., utószó Beke László, ford. Beke László et al.; Balassi, Bp., 1998 (Források a XX. század művészetéhez)
- Mail art. Kelet-Európa a nemzetközi hálózatban. A Staatliches Museum Schwerin, az Artpool Művészetkutató Központ és a Műcsarnok kiállításának kísérő kiadványa; szerk. Beke László; Műcsarnok, Bp., 1998
- Poipoi; szerk. Beke László, Bálint Anna; Artpool–Műcsarnok, Bp., 1998
- Műalkotások elemzése, 1-2.; Nemzeti Tankönyvkiadó, Bp., 2002–2003
  - 1. Képzőművészet. Középiskola, 9. évfolyam
  - 2. Építészeti és tárgyi környezet. özépiskola, 10. évfolyam
- Színezett régi levegő. A NahTe bemutatja Vető János és Kína herceg fényképmunkáit digitális nyomatokon + néhány eredeti ezüstzselatin című, a Magyar Fotográfusok Házában 2003. május 24. és 2003 július 8. között rendezett kiállítás katalógusa, CD melléklettel; szerk. Beke László, Csizek Gabriella; Magyar Fotográfusok Háza–MTA Művészettörténeti Kutatóintézet, Bp., 2003 (Magyar Fotográfusok Háza könyvei)
- Modigliani, Soutine és montparnasse-i barátaik. Kiállítás a Magyar Zsidó Múzeumban, Budapest, 2003. július 23–2003. október 19.; kiállításrend. Steffanits István, Rusznák Rita, katalógusszerk. Beke László; Vince–Magyar Zsidó Múzeum, Bp., 2003
- Altorjai Sándor, 1933–1979; szerk. Beke László, Dékei Krisztina; Műcsarnok–Első Magyar Látványtár–MTA Művészettörténeti Kutatóintézet, Bp., 2003
- Képkorbácsolás. Hajas Tibor (1946–1980) Vető Jánossal készített fotómunkái / Image whipping. Tibor Hajas' (1946–1980) photo works with János Vető;  szerk. Beke László, ford. Kozák Csaba; MTA Művészettörténeti Kutatóintézet, Bp., 2004
- Pauer; összeáll. Szőke Annamária, szerk. Szőke Annamária, Beke László; MTA Művészettörténeti Kutatóintézet, Bp., 2005
- Haász István. Festmény, pasztell, objekt; szöveg Beke László, Haász István; Vince, Bp., 2007
- Tóth György; szöveg Beke László, Néray Katalin; Magyar Fotográfiai Múzeum, Kecskemét, 2007
- Gyarmathy Tihamér: Fotogramok; szerk. Beke László; Magyar Fotográfiai Múzeum, Bp., 2008
- Látásra nevelés; szerk. Beke László; MTA Művészettörténeti Kutatóintézet–Argumentum–Kepes Vizuális Központ, Bp.–Eger, 2008 (Látás + érték sorozat)
- Elképzelés. A magyar konceptművészet kezdetei. Beke László gyűjteménye, 1971; szerk. Beke László; Nyílt Struktúrák Művészete Egyesület–OSAS–tranzit.hu., Bp., 2008 (angolul is)
- Beke László–Prosek Zoltán: Haász István; Paksi Képtár, Paks, 2011
- Beke László–Prosek Zoltán–Hans-Peter Riese: Hartmut Böhm; Paksi Képtár, Paks, 2011
- Mozdulat. Magyar mozdulatművészet a korabeli társadalom és művészet tükrében; szerk. Beke László, Németh András, Vincze Gabriella; Gondolat, Bp., 2013
- Konstruktiv + Inter + Konkret. 16 internationale Künstler, 16 Positionen. Művészet Malom Szentendre, 21. November–26. Januar 2015. Ausstellungsreihe I.; szerk. Beke László; WOW, Sankt Augustin, 2014
- Hiba és társai. A Magyar Képzőművészeti Egyetem Doktori Iskolájának kiállítása; szerk. Beke László, Mayer Éva; MKE DI, Bp., 2014 (angolul is)
- Maurer Dóra–Beke László: Látlelet & prognózis. Új magyar művészet a hatvanas és hetvenes években. Beszélgetések és interjúk; Sumus Alapítvány, Bp., 2016
- Magyar művészek és a számítógép. Egy kiállítás rekonstrukciója. Magyar Nemzeti Galéria, Budapest, 2016. június 23–augusztus 21.; szöv. Beke László, Orosz Márton, Peternák Miklós, szerk. Borus Judit; Szépművészeti Múzeum–Vasarely Múzeum, Bp., 2016 (A Magyar Nemzeti Galéria kiadványai)
- Beke. Rohoé é éhogyő; riporter Aknai Tamás; Pro Pannonia, Pécs, 2018 (Pannónia könyvek)

## Díjai, kitüntetései
- Kassák Lajos-díj (1977)
- Művészeti írói díj (1989)
- Munkácsy Mihály-díj (1989)
- Budapestért díj (2002)
- Széchenyi-díj (2009)
- Pasteiner Gyula-emlékérem